# Ujvári Ferenc
Acsai és felcsúthi Ujvári Ferenc, névváltozatok: Újvári, Újváry (Komárom, 1705 körül – Nagyvárad, 1759. március 14.) kanonok.

## Életpályája
Filológiai és a teológiai tanulmányait 1725 és 1728 között Nagyszombatban végezte mint a Collegium Rubrorum hallgatója. Ezután plébános volt előbb 1731-ben Adonyban, majd 1731–34-ben Kalocsán, 1734-ben pedig Újvidéken. 1734. december 30-tól bihari címzetes apát, majd 1738-tól a váradi egyháztanács irodaigazgatója, később pedig Csáky Miklós gróf püspöki szertartója. 1739. november 23-tól váradi kanonok, 1739 és 1741 között plébános Nagyvárad-Újvárosban. 1752–től székesegyházi főesperes, majd olvasókanonok volt. 

## Műve
- Viri Beringii Florus Danicus. Assertiones ex universa philosophia publice tueretur. Tyrnaviae, 1724.